# Javier Urruticoechea
Francisco Javier González Urruticoechea eller bare Urruti (17. november 1952 – 24. maj 2001) var en spansk/baskisk fodboldspiller, der spillede som målmand for klubberne Real Sociedad, RCD Espanyol og FC Barcelona. Bedst kendt er han for sin tid hos FC Barcelona, som han hjalp til triumf i både La Liga, Copa del Rey og Pokalvindernes Europa Cup. Han blev i 1981 kåret til Årets fodboldspiller i Spanien.
Urruti døde i en bilulykke i 2001, i en alder af kun 48 år.

## Landshold
Urruti nåede at spille fem kampe for Spaniens landshold, som han dog primært var en del af som reserve. Han var en del af landets trup til VM i 1978, EM i 1980, VM i 1982 og VM i 1986.

## Titler
La Liga
- 1985 med FC Barcelona

Copa del Rey
- 1983 og 1988 med FC Barcelona

Copa de la Liga
- 1983 og 1986 med FC Barcelona

Supercopa de España
- 1983 med FC Barcelona

Pokalvindernes Europa Cup
- 1982 med FC Barcelona